# 2020년 중화인민공화국 인구 조사
2020년 중화인민공화국 인구 조사(중국어: 第七次全国人口普查, 병음: Dì Qī Cì Quánguó Rénkǒu Pǔchá)는 제7회 중화인민공화국 인구 조사이다.